# ノイタトゥントゥリ
ノイタトゥントゥリ（フィンランド語、Noitatunturi）とは、フィンランド・ラッピ県にある高地。付近に約35 kmにわたって連なる標高の比較的高い場所の中で、最も標高の高い地点である。なお、この場所の標高は約540 m。

## 地理
ノイタトゥントゥリは北緯67度00分50秒、東経27度08分40秒付近に位置しており、この場所はフィンランド北部ラッピ県に属している。この辺りは同国によってPyhä-Luoston国立公園（フィンランド語、Pyhä-Luoston kansallispuisto）に指定されている。ノイタトゥントゥリも含めて、この近辺には周辺と比べて比較的標高の高い場所が約35 kmにわたって連なっている。

## 地形の成因
ノイタトゥントゥリ付近の地殻は、約20億年前に造山運動が起こった場所だったと考えられている。造山運動が終わった後、長い時間にわたって侵食され続けたため、この地域は次第に平坦になっていったものの、ノイタトゥントゥリ付近は特に侵食に強かったために、現在でも、標高約540 mの地点として残っていると見られている。

## 地質
ノイタトゥントゥリの岩石は、かつて水底に堆積してできた岩などから成っている。なお、Pyhä-Luoston国立公園内には、所々に古代の渚の跡が残っている場所も見られる。